# Lasianthus rotundatus
Lasianthus rotundatus är en måreväxtart som beskrevs av Otto Stapf. Lasianthus rotundatus ingår i släktet Lasianthus och familjen måreväxter. Inga underarter finns listade i Catalogue of Life.